# Annie Proulx
Edna Annie Proulx (uitspraak "proe") (Norwich, Connecticut, 22 augustus 1935) is een Amerikaans journaliste en schrijfster.
Proulx begon na haar studie haar carrière als journaliste en ging pas op latere leeftijd romans en korte verhalen schrijven.
Haar tweede roman, The Shipping News, won de Pulitzerprijs in de categorie fictie en de National Book Award voor fictie in 1994. Het boek is in het Nederlands onder de titel Scheepsberichten uitgebracht, en in 2001 verfilmd onder dezelfde titel, The Shipping News.
Haar verhaal Brokeback Mountain (Twee Cowboys) werd in aangepaste vorm verfilmd in 2005 onder dezelfde titel, Brokeback Mountain. Verder won ze PEN/Faulkner Award for Fiction voor haar eerste roman, Ansichten.
Proulx kocht een uitgestrekt stuk land in Wyoming en liet er haar droomhuis bouwen, de Bird Cloud Ranch. Dit ging in het gure klimaat van Wyoming met de nodige moeilijkheden gepaard. Over dit proces schreef ze Bird Cloud: A Memoir.
Haar verhalen gaan vaak over het harde leven op het platteland in Wyoming, en worden gekenmerkt door een compact, maar buitengewoon beeldend en vaak komisch spraakgebruik. De hoofdpersonen moeten zich met al hun beperkingen teweerstellen in een veranderende maatschappij.

## Werken
- Sweet and Hard Cider: Making It, Using It and Enjoying It (1980; met Lew Nichols), ISBN 0-88266-352-6
- Heartsongs and Other Stories (1988), ISBN 0-684-18717-5 (herdruk ISBN 0-02-036075-4) (Klaaglied, ISBN 90-5226-484-8)
- Postcards (1992), ISBN 0-684-83368-9 (Ansichten, ISBN 90-5226-297-7)
- The Shipping News (1993), ISBN 0-684-85791-X (Scheepsberichten, ISBN 90-445-0253-0)
- Accordion Crimes (1996), ISBN 0-684-19548-8 (Accordeonmisdaden, ISBN 90-5226-489-9)
- Brokeback Mountain (1998), (Twee Cowboys, ISBN 90-5226-637-9)
- Close Range: Wyoming Stories (2000), ISBN 0-684-85222-5 (De gouverneurs van Wyoming)
- That Old Ace in the Hole (2002), ISBN 0-684-81307-6 (De laatste troef, ISBN 90-445-0295-6)
- Bad Dirt: Wyoming Stories 2 (2004), ISBN 0-7432-5799-5 (Hels stof, ISBN 90-445-0607-2)
- Bird Cloud: A Memoir (2011), ISBN 978-0-7432-8880-4 (Mijn leven op Bird Cloud Ranch: een herinnering, ISBN 978-90-445-1818-4)
- Barkskins (2016), ISBN 978-0-00-723201-7

## Verfilmde verhalen
- The Shipping News werd voor verfilming aangepast door Lasse Hallström in 2001, met in de hoofdrol Kevin Spacey als hoofdpersoon, Quoyle.
- Brokeback Mountain, geregisseerd door Ang Lee met Heath Ledger en Jake Gyllenhaal, gebaseerd op een van de korte verhalen uit de verhalenbundel, Close Range: Wyoming Stories, kwam uit in december 2005.